# Madonna che allatta il Bambino (Luini, Museo diocesano di Milano)
Madonna che allatta il Bambino è un affresco trasferito su tela di Bernardino Luini, conservato nel Museo diocesano di Milano.

## Descrizione
Dell'affresco originario permangono soltanto alcune parti dipinte in cui risaltano l'intensità dell'espressione pensierosa di Maria, osservata con sguardo preoccupato dal Figlio che si sta nutrendo, parte del panneggio e il Globo trasparente tra le mani delle due figure. Comunque, resta interessante la sinopia, ovvero il disegno preparatorio sottostante la pittura.